# Aílton Almeida
Aílton José Almeida, född 20 augusti 1984 i Hematita i Brasilien, är en brasiliansk fotbollsspelare.

## Karriär
Almeida inledde sin proffskarriär i Brasilianska Clube Atlético Mineiro och deras samarbete med den svenska klubben Örgryte IS gav Almeida chansen i Europa. Hans främsta egenskaper är hans snabbhet och teknik, och han spåddes en lysande framtid av sin före detta tränare Zoran Lukic.
Almeida skrev den 18 augusti 2006 på för FC Köpenhamn. Klubben betalade 22,5 miljoner danska kronor för Ailton (då cirka 33,5 miljoner SEK). Ailton spelade säsongen ut för Örgryte IS, och började spela för FC Köpenhamn den 1 januari 2007. 
28 juli 2010 såldes Almeida från FC Köpenhamn vidare till cypriotiska APOEL FC.
Uefa Champions League 2011/2012 blev en succé för Ailton som var med och tog APOEL FC till kvartsfinal vilket var en superskräll. Dessutom blev han lagets bästa målskytt.
Den 28 januari 2019 stod det klart att Aílton återvände till Örgryte IS efter 13 år och skrev på ett treårskontrakt med klubben. Efter säsongen 2021 lämnade han Örgryte IS.

## Meriter

### Klubblag
FC Köpenhamn
- Superligaen: 2006/2007, 2008/2009, 2009/2010
- Danska cupen: 2008/2009

APOEL
- Cyperns förstadivision: 2010/2011
- Cypriotiska supercupen: 2011

AL-Hilal
- Saudi Super Cup: 2015
- Saudi Crown Prince Cup: 2015/2016